# 열
물리학에서 열(熱)은 에너지가 전달되는 방식의 하나로서 일(work)과 대비된다. 즉 어떤 계(system)에서 에너지가 다른 계로 전달되는 방식에는 일과 열의 두 가지가 있는데, 이 중 외부의 변수와 관계없는 에너지의 전달을 열이라 한다.
물리학을 배운 사람들도 열을 에너지의 한 형태라고 생각하는 경우가 많은데, 이는 대표적인 오개념이다. 열은 에너지가 아니라, 에너지의 전달 형태를 말하는 것이다. 일반적으로 두 계 사이에서 에너지는 일 또는 열의 형태로 전달되는데, 어떤 계가 일을 받으면 그 운동에너지가 늘어나듯이, 열을 받으면 그 내부에너지가 늘어난다. 이때 내부에너지를 열에너지라고도 한다. 즉 열에너지는 에너지이지만, 열은 에너지가 아니다. 한편 열의 이동 방법에는 열전도, 열대류, 열복사의 3가지가 있다.
반면 일상 생활에서는 흔히 "온도가 높음"의 뜻으로 많이 쓰인다.

## 개관
열역학 제1법칙은 닫힌계의 에너지는 보존된다는 것이다. 그러므로 계의 에너지를 변화시키기 위해서는 에너지가 계로부터 다른 계로 또는 다른 계에서 계로 이동되어야 한다. 계의 질량이 일정할 때, 에너지를 이동시킬 수 있는 단 두 개의 메커니즘은 열과 일이다. 열은 온도의 변화로 인해 발생하는 에너지의 이동이다. 열에 의해 이동되는 에너지의 양을 나타내는 SI단위로 J(줄)이며, Btu(British Thermal Unit) 또는 cal(칼로리)도 때때로 사용된다. 에너지 이동의 비율을 나타내는 단위는 W(와트)이다.
열을 나타내는 기호 Q는 1859년경에 루돌프 클라우지우스와 윌리엄 랭킨이 도입했다.
열의 이동은 경로 함수(상태 함수와 반대되는 개념)이다. 열은 서로 평형상태가 아닌 계들 사이에서 흐르며, 자발적으로 온도가 높은 쪽에서 낮은 쪽으로 흐른다. 온도가 다른 두 물체가 열적 접촉을 하면 그들은 서로 온도가 동일해질 때까지, 즉 열적평형상태에 이를 때까지 내부에너지를 교환한다. '뜨겁다'라는 형용사는 물체의 온도를 주위(또는 '뜨겁다'라는 말을 하는 사람)의 온도와 비교하여 나타내는 상대적인 용어로 사용된다. '열'이라는 용어는 에너지의 흐름을 묘사하기 위해 사용된다. 역학적 상호작용이 없을 때에는, 물체로 이동하는 열은 내부에너지의 형태로 물체에 저장된다.
비열은 물질의 온도를 1도 올리기 위해 계로부터 또는 계로 이동되어야 하는 단위질량당 에너지의 양으로 정의된다. 순수한 물질이 한 상태로부터 다른 상태로 변화할 때에는 온도의 변화 없이 열을 흡수하거나 방출한다.(상태변화) 상태변화하는 동안 열이 이동하는 양은 숨은열 또는 잠열로 알려져 있으며, 이는 물질과 그 상태에 따라 다르다.

## 열과 열에너지
'열에너지'라는 용어는 종종 열이라는 용어와 혼동하여 사용된다. 하지만 둘은 다르다. 열은 에너지의 전달 방식 중의 하나이고, 열에너지는 어떤 계(system)가 가진 내부 에너지를 말한다. 어떤 계에 열이 흐르면(=온도가 높은 곳에서 낮은 곳으로 에너지가 이동하면), 그 계의 열에너지(내부 에너지)는 증가하고, 열 흐름으로 인해 에너지가 이동하면 그 계의 열에너지는 감소한다. 뜨거운 물체는 많은 양의 열에너지를 소유하고 있다고 말할 수 있지만, 많은 양의 열을 소유하고 있다고 말할 수는 없다. 즉 물체는 '에너지'를 가질 수는 있어도, '열'을 가질 수는 없는 것이다. 이러한 점 때문에 물리학에서는 열에너지라는 용어보다는 "내부에너지"라는 용어가 자주 사용되고, 선호된다.

## 역사
열 현상들과 열의 정의는 물에 대한 신화에서부터 열, 연소성 흙(terra pinguis : 라틴어로 '살찐 흙'이라는 뜻), 플로지스톤, 불공기(fire air, 산소), 열소(caloric), 열의 이론, 열의 일당량, 에너지론, 열역학까지 포함한다. 열의 역사의 대부분은 열역학의 역사의 선구적이 것이다.

### 18세기
1761년에 스코틀랜드 화학자 블랙(Joseph Black, 1728~1799)은 얼음이 녹을 때 온도변화 없이 열을 흡수한다는 사실을 발견하였다. 이것으로부터 그는 열은 얼음 알갱이와 결합되어 있다가 보이지 않게 된다고 결론지었다. 1759년부터 1763년 사이에 그는 그의 과학적인 명성의 주된 기초가 되는 "숨은 열" 이론으로 발전시켰고, 또한 서로 다른 물질들은 서로 다른 비열을 가지고 있다는 것을 보였다. 와트 기관을 발명한 제임스 와트는 블랙의 제자이자 조력자였다.
이러한 경향 속에서 열을 전달시켜 일을 할 수 있는 능력은 토마스 뉴커먼과 제임스 와트와 같은 사람들에 의해 증기 기관이 발명되고 발전할 수 있도록 하는 밑거름이 되었다. 더욱이 1797년 대포 제작자인 럼퍼드 백작 벤자민 톰슨이 일을 열로 전환시키는 것이 가능하다는 것을 저항을 사용하여 증명하였다.
이를 위해서 그는 열손실로부터 완전히 고립된 특별한 모양의 대포 포신을 제작하였다. 그러고 나서 날카로운 보링 도구를 무딘 드릴용 송곳으로 교체하고, 총의 앞부분을 물이 가득 찬 탱크에 담가놓았다. 이러한 장비를 사용하여 그는 차가운 물을 불을 사용하지 않고 2시간 30분 만에 끓게 만들었다.
열의 본성에 대한 몇 가지 이론들이 발전하였다. 17세기 베허는 열이, 물질이 탈 때 물질로부터 빠져나오는 플로지스톤이라는 보이지 않는 물질과 연관되어 있다고 제안하였다. 파라켈수스(Paracelsus, 1493~1541)가 주장한 3원리설에 의하면, 물질의 모든 성질은 세 가지 근본원리들 곧 가연성을 나타내는 황, 유동성과 휘발성을 나타내는 수은, 그리고 고체성과 안정성을 나타내는 염을 통해 설명할 수 있다. 그리고 이에 따르면, 물질이 타는 연소 현상은 다른 원소와 결합된 상태의 가연설원리인 황이 그 물질로부터 분리되어 나오면서 일어나는 것이다. 열에 대한 이 같은 생각을 발전시켜 슈탈(George E. Stahl, 1660~1734)에 의해 주장된 이론이 플로지스톤 이론이다. 플로지스톤이론에 따르면 가연성물질들은 모두 플로지스톤을 포함하고 있고, 이러한 물질들이 탈 때 플로지스톤이 빠져나오면서 연소가 일어나는 것이다. 오늘날 우리가 금속이 공기중의 산소와 결합하는 현상으로 이해하는 금속의 하소(calcination)도 금속이 플로지스톤을 내어놓고 재(calx)가 되는 것으로 설명하였다.
그러나 점점 더 정확하고 정량적인 실험들이 이루어지면서 금속의 하소의 결과로 생성된 금속재가 원래의 금속보다 무겁다는 사실이 밝혀졌다. 플로지스톤이 빠져 나갔는데도 무게는 오히려 증가한다는 사실은 이 이론의 중요한 문제점으로 인식되었다. 이를 플로지스톤이 음의 무게를 갖는다는 식의 설명으로 대체하기도 하였지만, 연소의 경우는 무게가 감소하기 때문에 의문은 풀리지 않았다. 아직 연소의 결과 생성된 기체의 무게를 고려하지 못하던 상황에서 연소의 경우도 무게가 증가한다는 사실을 알지 못했기 때문이다.
이것은 마침내 1783년에 연소에서 산소의 중요성을 증명한 라부아지에에 의해 논박되었다. 그는 대신에 열소(칼로릭) 이론을 주장하였는데, 이것은 무게가 없고 보이지 않는 유체로서 평형상태가 깨졌을 때 움직인다. 이 이론은 1824년에 프랑스의 사디 카르노가 ≪불의 동력에 대한 성찰≫을 출판할 때 사용되었다. 그는 "동력은 실제 열소의 소비로부터 생성되는 것이 아니라 따뜻한 물체로부터 차가운 물체로, 즉 평형상태를 향해 열소가 이동하면서 생성된다."며 열전달의 중요성을 이야기하였다. 카르노에 따르면 이 원리는 열에 의한 운동에 의해 형성된 모든 기관에 적용된다.
또 다른 이론은 1738년에 스위스의 물리학자이자 수학자인 다니엘 베르누이의 유체역학으로부터 나온 기체 분자 운동론이다. 이 연구에서 베르누이는 처음으로 기체가 모든 방향으로 운동하고 있는 엄청나게 많은 분자들로 이루어져 있다고 주장하였다. 표면에 대한 그들의 영향이 우리가 느끼는 기체의 압력을 일으키는 것이다. 한 물질의 내부에너지는 각각의 분자와 연관되어 있는 운동에너지의 합이고, 활동적인 분자들로 이루어져서 매우 높은 내부에너지를 가진 지역에서 덜 활동적인 분자들로 이루어져 있고 내부에너지도 더 낮은 지역으로 열전달이 이루어지는 것이다.

### 19세기
제임스 프레스콧 줄과 율리우스 로베르트 폰 마이어의 연구는 열과 일이 교환가능하다는 것을 증명하였고, 이는 1847년 헬름홀츠의 에너지 보존 원리에 대한 진술로 이어졌다. 클라우지우스는 1850년에 물질의 이동보다는 에너지의 보존을 이용하여 열소(칼로릭)이론이 기체분자운동론과 조화를 이룰 수 있다는 것을 증명하였고, 열역학 제 1법칙을 진술하였다.
1851년 윌리엄 톰슨은 제임스 줄과 같은 사람들의 최근 실험에 기초하여 열의 본질에 대한 현대적인 관점을 개관하였다. "열은 물질의 이동이 아니라 역학적인 작용의 동역학적인 형태이다."(Heat is not a substance, but a dynamical form of mechanical effect.) 이러한 관점에서 그는 "역학적인 일과 열 사이에 반드시 평형점이 있을 것이라는 사실을 인식해야 한다."라고 주장하였다.

### 20세기
현대의 용어로 열은 일반적으로 온도의 차이로 인해 전달되는 에너지의 형태나 저항에 의해 생성되는 에너지의 형태로 정의된다.

## 정의
현대적인 용어로 열은 이동하는 에너지로 간결하게 정의된다. 스코틀랜드 물리학자 제임스 클러크 맥스웰은 1871년 그의 열의 이론(The theory of heat)에서 "열"의 현대적인 정의를 처음으로 발표하였다. 첫째, 열은 열역학 제2법칙에 따라서 "한 물체에서 다른 물체로 이동하는 어떤 것이다." 둘째, 열은 "측정할 수 있는 양"이고, 따라서 다른 측정가능한 양들처럼 수학적으로 취급될 수 있다. 셋째, 그것은 "물질로서 취급될 수 없다." 또한 물질이 아닌 어떤 것(예를 들어 역학적 일)으로 변형될 수 있다. 마지막으로, 열은 "에너지의 형태 중의 하나이다." 현대적인 것과 유사한 간결한 정의들은 다음과 같다.
- 열역학적인 의미에서, 열은 절대 물체에 저장되는 것으로 취급되지 않는다. 일과 같이, 열은 단지 한 물체에서 다른 물체로 이동하는(열역학적 전문용어로, 계와 그 주변 사이에서) 에너지로서 존재한다. 열의 형태의 에너지가 계에 가해지면 그것은 열로서 저장되는 것이 아니라, 계를 이루고 있는 원자들과 분자들의 운동에너지와 퍼텐셜에너지로 저장된다.[7]

- 명사 열은 오로지 전도와 복사에 의한 에너지 전달 과정에서만 정의된다.[8]

- 열은 물체들 사이의 온도 차이에 의해 발생하는, 한 물체에서 다른 물체로의 자발적인 에너지의 흐름으로 정의된다.[9]

- 열은 높은 온도의 물체에서 낮은 온도의 물체로 이동하는 에너지로 정의될 수 있다.[10]

- 일의 교환이 없는 두 닫힌계 사이의 상호작용으로서의 열은 처음에는 고립되어 있고 안정한 평형상태에 있던 두 계가 접촉할 때 발생하는 순수한 열적 상호작용이다. 두 계 사이에서 교환되는 에너지를 열이라고 부른다.[11]

- 열은 물질이 분자들이나 원자들의 진동 운동에 의해 소유하는 에너지(예를 들어 운동에너지)의 형태이다.[12] 운동에너지와 열은 형식적으로 동등하지만, 동일한 것은 아니다.

- 열은 온도가 다른 물질들 사이의 에너지의 이동이다.

## 열전달 메커니즘
열은 온도가 높은 지역에서 온도가 낮은 지역으로 이동하려는 경향이 있다. 이러한 열 전달은 전도와 복사의 매커니즘에 의해 일어난다. 공학에서는 전도와 유체 흐름의 복합적인 효과를 설명하기 위해 "대류"라는 용어가 사용된다. 대류는 열전달의 세 번째 메커니즘으로 여겨진다.

### 전도

열전도. 에너지가 열의 형태로 고온 T_{H}의 열저장고에서 저온 T_{C}의 열저장고로, 두께가 L이고 열전도도가 k인 판을 통해 전달된다

전도는 고체에서 열의 전달이 일어나는 가장 중요한 형태이다. 미시적인 관점에서 볼 때, 전도는 뜨겁고, 빠르게 운동하거나 진동하고 있는 원자, 분자들이 인접해있는 원자, 분자들과 상호작용하면서 이들 이웃 원자들에게 그들의 에너지(열)의 일부를 전달하는 방식으로 일어난다. 즉 전도는 물체 속에서 열이 순차적으로 전달되어 가는 현상을 말한다. 전도에 의한 열의 전달속도는 물체 단위길이당 온도차에 비례하며, 물체의 재질에 따라 달라진다.
면적이 A이고 두께가 L인 판의 양면의 온도가, 한 면은 뜨거운 열저장고에 의해 TH로, 나머지 한 면은 차가운 열저장고에 의해 Tc로 일정하게 유지될 때, 단위 시간당 전달되는 에너지양, 즉 전도율Pcond는 {\displaystyle P_{cond}={{Q} \over {t}}={kA{{T_{H}-T_{C}} \over {L}}}}
이다. 여기서 k는 열전도도로 물질에 따라 달라지는 상수이며 에너지를 빨리 전달하는 좋은 열전도체는 k값이 크다.

### 대류
대류는 액체와 기체 내에서 일어나는 열 전달의 주된 형태이다. 대류라는 용어는 전도와 유체 흐름의 복합적인 효과의 성격을 나타내기 위해 사용하는 용어이다. 일반적으로 온도가 상승하면 밀도가 감소한다. 따라서 물이 가열될 때 냄비 바닥에 있는 뜨거운 물은 위로 올라가고, 상대적으로 차갑고 밀도가 큰 액체는 아래로 내려간다. 이러한 혼합과 전도의 결과 거의 동일한 밀도와 온도가 된다. 대류는 일반적으로 두 가지 방식으로 구별된다. 중력과 부력에 의해 유체의 운동이 야기되는 자유대류와 유체를 움직이기 위해 선풍기나 교반기 등의 도구를 사용하는 강제대류로 구분된다. 부력 대류는 중력에 의한 현상이므로 중력이 거의 없는 환경에서는 일어나지 않는다.

### 복사

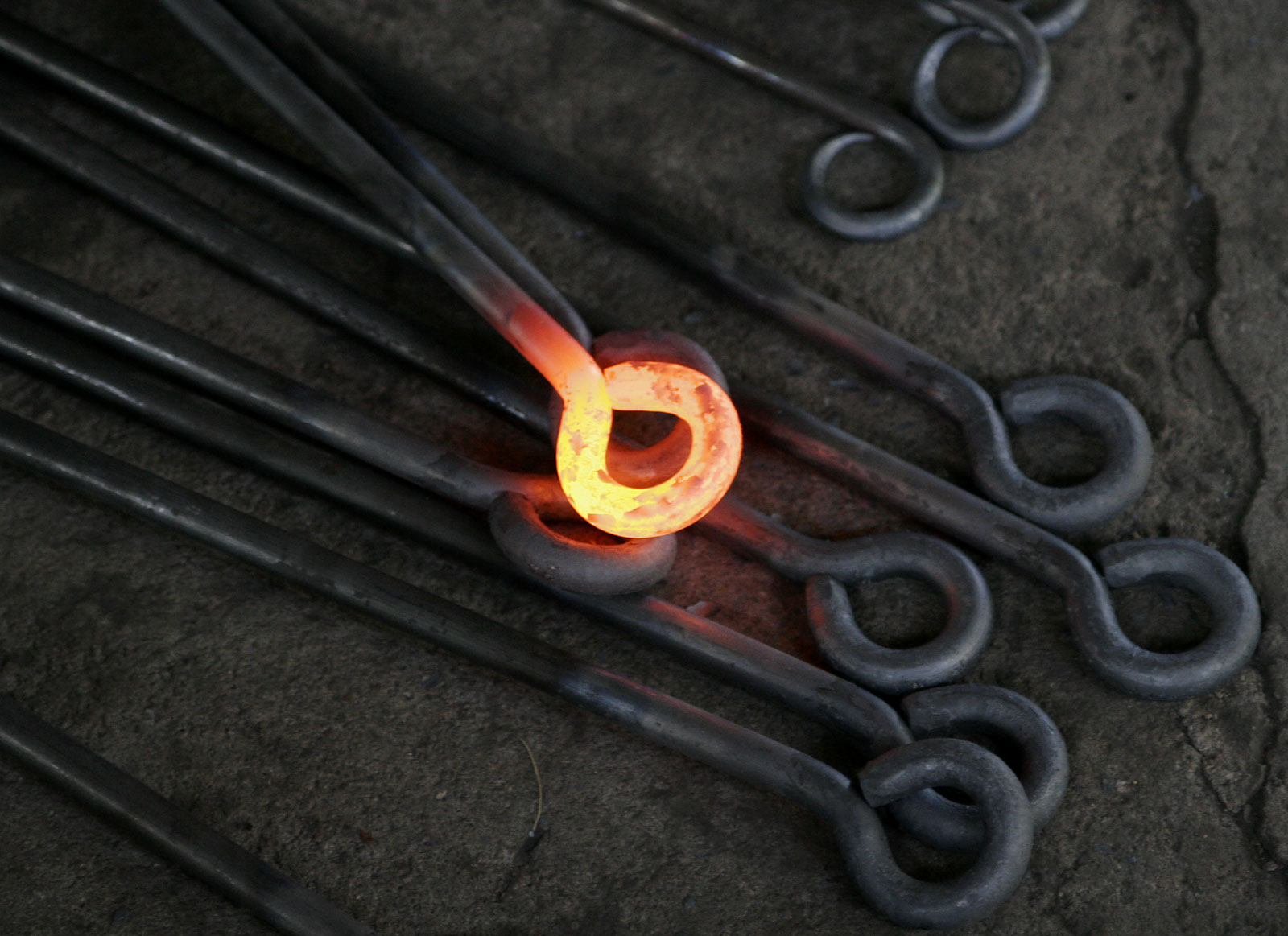
빨갛게 달군 뜨거운 철기구의 열이 복사를 통해 주변 환경에 전달되고 있다.

복사는 유일하게 매질이 없는 상황에서도 일어날 수 있는 열전달의 형태이다. 따라서 복사는 진공에서 열전달이 일어날 수 있는 유일한 방법이다. 열적 복사는 물질 속의 원자들과 분자들의 운동 때문에 나타나는 직접적인 결과이다. 이러한 원자들과 분자들이 전하를 띠고 있는 입자들(양성자와 전자)로 이루어져 있기 때문에, 그들의 운동은 전자기 방사선을 방출하고 이것은 표면의 에너지를 바깥으로 이동시킨다. 동시에, 표면도 끊임없이 표면으로 에너지를 전달하는, 주위로부터의 복사에 의해 영향을 받는다. 온도가 상승함에 따라 방출되는 복사의 양도 증가하기 때문에 결과적으로 온도가 더 높은 곳에서 더 낮은 곳으로 에너지가 전달되는 결과가 나타난다.
물체가 전자기 복사로 단위시간당 에너지를 내놓는 비율 Prad는 물체의 표면적이 A이고, 그 면의 절대온도가 T일 때 {\displaystyle P_{rad}=\sigma \epsilon AT^{4}}으로 주어진다.
{\displaystyle \sigma =5.6703\times 10^{-8}W/m^{2}K}은 슈테판-볼츠만(Stefan-Boltzmann) 상수이고, {\displaystyle \epsilon }은 물체 표면의 방출률로 0과 1 사이의 값을 갖는다.

## 열량
열을 측정한 양을 열량이라고이며, 여기에 쓰이는 일반 단위는 칼로리(cal)이다.

## 같이 보기
- 열역학
- 폭염